# Lo Pare Arcàngel
Lo Pare Arcàngel va ser el primer periòdic publicat íntegrament en català. En sortiren només tres números del 25 d'abril al 20 de junys de 1841, a causa de les dificultats dels propietaris per poder finançar-lo. De caràcter humorístic, va ser el precedent de setmanaris com el Cu-cut! O Lo noy de la mare. Diversos autors l'inscriuen dins el corrent literari de la Renaixença.

## Context
El 1840 el general Baldomero Espartero va assumir la regència d'Espanya a l'espera que Isabel II, filla de Ferran VII d'Espanya i de la reina Maria Cristina, assolís la majoria d'edat. L'arribada del general havia estat precipitada per les fortes tensions entre partits liberals i moderats que van forçar l'exili de la reina Maria Cristina, fins aleshores regent del regne. Espartero era considerat a l'inici de la regència un heroi nacional a Catalunya, on havia obtingut reconeixements de l'Ajuntament de Barcelona. La situació, però, va canviar quan el general va arribar a Madrid i va posar en marxa polítiques per fomentar el lliurecanvisme. Aquesta situació va sacsejar Catalunya, que era forta defensora del proteccionisme per preservar la seva industria.

## Primera publicació només en català
Lo Pare Arcàngel va néixer com a resposta al lliurecanvisme d'Espartero i es va convertir en el primer periòdic totalment en català. Tenia un caràcter humorístic i sovint els seus acudits eren polítics, tot i que la publicació no perseguia directament la mofa ideològica. El primer número va aparèixer el diumenge 25 d'abril de 1841 i incloïa un sermó, notícies locals i regionals i un fragment d'història de Catalunya. L'editorial d'aquest número ja plasmava les motivacions i els objectius de la publicació:
“[...]he determinat convertirme en missionista públich; y com no m'és lícit, segons los cànoncs y lleys vigents parlar en la Iglésia d'altra assumpte que de religió, he ressolt escriure mos sermons ab lletra d'estampa los qu podeu obtenir, llegir o fervos llegir per 4 cuartus cada un, y los tindreu més o menos suvint, segons siga la vostra devoció[...]”
En el segon número, el predicador va canviar del Pare Argàngel al Hermano Buñol, un personatge que a l'època tenia cert èxit des que l'escriptor Josep Robreño el popularitzés al llarg del Trienni Liberal com una mena de Sancho Panza. Al tercer número, es van reunir de nou els dos predicadors.
Lo Pare Arcàngel va donar la pauta a moltes de les publicacions humorístiques, catalanes i catalanistes posteriors i el paradigma de les quals va ser el famós setmanari Cu-cut!.

## Format
El format de Lo Pare Arcàngel era el d'un fulletó de vuit pàgines, mida 172x100mm amb un dibuix a la portada que ocupava la meitat de la pàgina. En el primer número es representava un frare, el Pare Arcàngel, amb una llarga barba i una expressió entre la súplica i l'enfuriment. La figura enlaire els braços cap al cel, aixecant d'aquesta manera els hàbits i mostrant les calces i les polaines.
En el tercer i darrer número apareixien a la portada tant el Pare Arcàngel com el Hermano Buñol. Se'ls dibuixava, en una clara mostra de la jerarquia eclesiàstica, al primer dret i movent el seu cordó franciscà, i al segon assegut i mirant a l'altre.

## Ideologia
Lo Pare Arcàngel no era una publicació explícitament política. Tot i això, en els seus tres números queda palesa la seva ideologia. Es tractava d'un fulletó oposat al liberalisme i contrari també a les polítiques lliurecanvistes del general Espartero. Així s'argumentava al primer número:
“[...]vos juro per la fe de antich frare honrat y català que mas plàticas faran bufars'ls dits no sols als set pecats mortals de la coronada vila, si que també a tot canalla i embrolló que atenta contra lo més sagrat i preciós de nostres fueros, so és, contra nostras fàbricas y manufacturas[...]”

## Desaparició
Lo Pare Arcàngel va desaparèixer el mateix any de la seva primera publicació, el 1841, perquè no va aconseguir fons suficients, exactament 1.500 duros, per fer-lo periòdic. Quan es va publicar el darrer número els editors encara creien que la publicació podria seguir endavant:
“Circumstàncies imprevistas no han permès cumplir ab lo que prevé la lley, tan prompte com se púguia atendre a ellos lo present fulletó serà periòdich.”
L'últim número va sortir el diumenge 20 de juny de 1841.